# Paris Honeymoon
Paris Honeymoon (Brasil: Lua de Mel em Paris ) é um filme estadunidense de 1939, do gênero comédia musical, dirigido por Frank Tuttle e estrelado por Bing Crosby e Franciska Gaal. A produção é um veículo menor para Crosby, que canta Joobalai, Funny Old Hills, I Have Eyes e Sweet Little Headache, compostas por Leo Rubin e Ralph Rainger.
Franciska Gaal, que deu trabalho ao departamento de elenco, retornou imediatamente a Budapeste, sua terra natal, depois de apenas três filmes nos Estados Unidos.

## Sinopse
Lucky Lawton, um milionário texano, está noivo de Barbara Wayne, a Condessa de Remi, e vai a Paris encontrar-se com ela. No caminho, ele se hospeda em um castelo nos Bálcãs, onde encontra Manya, uma bela camponesa que se apaixona por ele. Infantil, Manya procura separar Lucky e Barbara.

## Elenco
| Ator/Atriz            | Personagem                      |
| --------------------- | ------------------------------- |
| Bing Crosby           | Lucky Lawton                    |
| Franciska Gaal        | Manya                           |
| Akim Tamiroff         | Prefeito Peter Karioca          |
| Shirley Ross          | Barbara Wayne, Condessa de Remi |
| Edward Everett Horton | Ernest Figg                     |
| Ben Blue              | Sitska                          |
| Rafaela Ottiano       | Fluschotska                     |